# Claude Piegts
Claude Piegts (* 1. Januar 1934 in Castiglione (dem heutigen Bou Ismaïl), Algerien, damals französisches Département; † 7. Juni 1962 im  Fort du Trou d’Enfer, Marly-le-Roi, Frankreich) war ein Terrorist der Organisation de l’armée secrète (OAS).

## Biographie
Piegts gehörte zu den sogenannten Pied-noirs, europäischstämmigen Kolonialisten, die Algerien als unveräußerlichen Bestandteil Frankreich betrachteten und sich im Algerienkrieg gegen eine algerische Unabhängigkeit stellten. Piegts arbeitete als Geschäftsmann und trat der illegalen OAS bei. Hier war er Mitglied in einem Commando Delta, einer Einheit, deren Ziel es war, Mord- bzw. Terroranschläge durchzuführen. Kommandiert wurde seine Einheit von Leutnant Roger Degueldre. Zusammen mit seinem Komplizen Albert Dovecar ermordete er am 31. Mai 1962 im Auftrag der OAS den französischen Kommissar Roger Gavoury. Piegts wurde wegen Mordes von einem Militärgerichtshof zum Tode verurteilt und durch ein Erschießungskommando hingerichtet.
Claude Piegts wurde im Friedhof von Le Touvet in Isère beigesetzt.